# ویلهرمسدورف
ویلهرمسدورف (به آلمانی: Wilhermsdorf) یک شهر در آلمان است که در فورت واقع شده‌است. ویلهرمسدورف ۵٬۱۳۷ نفر جمعیت دارد.